# Hoffest (Feudalismus)

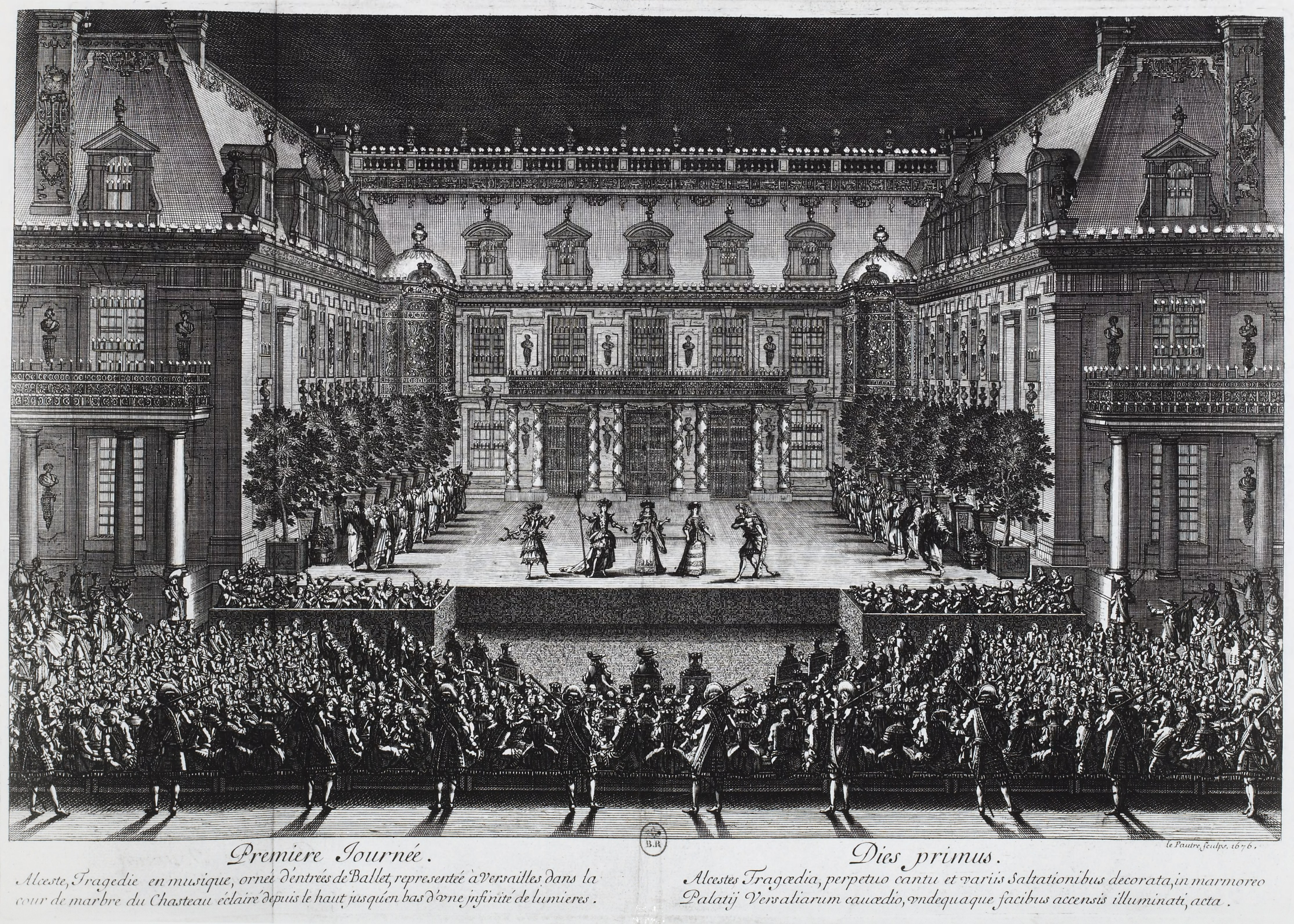
Ein Schauspiel im Marmorhof des Schlosses. Zeichnung von Jean Lepautre, 1676

Hoffeste oder höfische Feste an fürstlichen Höfen vom Mittelalter, über die Frühe Neuzeit bis zum Beginn der Neuzeit, dienten der Repräsentation der Macht des jeweiligen Herrschers und der Stabilisierung des hierarchischen gesellschaftlich-feudalen Herrschaftssystems.

## Merkmale

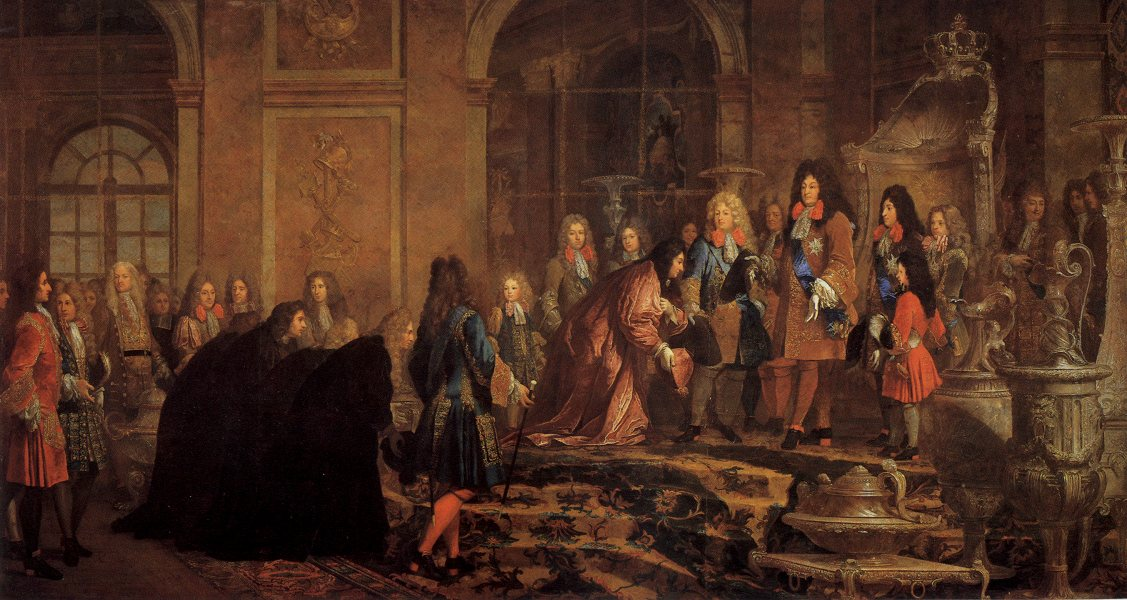
Ludwig XIV. empfängt den Dogen von Genua im Spiegelsaal, Gemälde von 1685

Neben den Einladungen und den Vorbereitungen der Festlichkeiten musste auch für die Unterbringung der Gäste geregelt werden. Hoffeste verursachten hohe finanzielle Aufwendungen bei den veranstaltenden Höfen.
Hoffeste wiesen zeremoniell geregelten Abläufe auf. Die Ankunft der Gäste am Hof glich einer feierlichen Prozession. Die Begrüßung gestaltete sich als ritualisiertes Prozedere, wie Niederknien, Verbeugung, Umarmung und Begrüßungskuss.
Für die gastronomische Versorgung wurde gesorgt. Zur Unterhaltung der Gäste gab es Festprogramme. So kamen Instrumentalmusik und Gesang zum Einsatz, Artisten zeigten ihre Kunststücke oder Dompteure führten dressierte Tiere vor. Ab der Frühen Neuzeit kamen vermehrt Feuerwerke als Festhöhepunkt zum Einsatz. Eine erwartungsgerichtete Geschenkdiplomatie vom Veranstalter an die Gäste gehörte zum rituellen Kontext der Hoffeste.
Ritterturniere und die Jagd waren häufiger Bestandteile von Hoffesten. Auch Maskenbälle, Tanzbälle, Opern- und Theateraufführungen gehörten dazu.

## Geschichte der Hoffeste

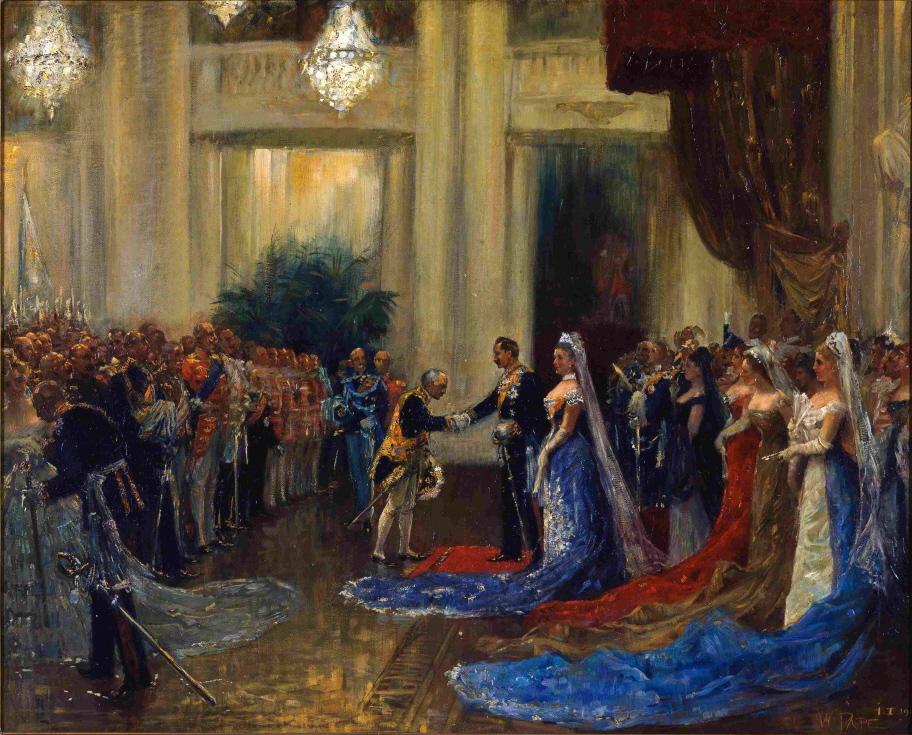
Neujahrsempfang Kaiser Wilhelm II. in der Knobelsdorff-Oper am 1. Januar 1901

Prunkvolle Feierlichkeiten gab es in allen Feudalgesellschaften. Ob an den Höfen der französischen Kapetinger, der englischen Plantagenets oder der deutsch-römischen Kaiser, allen gemeinsam war die prachtvolle Ausgestaltung der Festlichkeiten, die dem Zweck der Demonstration des Reichtums, aber auch der Stärke und Überlegenheit diente. Über die Hoffeste des Staufers Friedrich Barbarossa ist bekannt, dass bei mehreren Anlässen mehr als 1.000 Personen zu den Gästen zählten. Für ihre Unterbringung während der Festtage wurden luxuriöse Zelte aufgestellt oder sogar eigens nur für diesen Anlass errichtete Gebäude genutzt. Ein solches großangelegtes Fest war der Mainzer Hoftag von 1184, anlässlich dessen die Söhne Friedrich Barbarossas zur Schwertleite geführt wurden.
Hoffeste im Mittelalter fanden meist an hohen christlichen Feiertagen statt. Kultur, Herrschaft und Religion wurden somit verbunden.
Typische Anlässe für Hoffeste waren Hoftage, Krönungsfeiern, Hochzeiten, Schwertleiten, Friedensschlüsse, kirchliche Feiertage.
In Oberösterreich fand ein vergleichbares prunkvollen Ereignis im ausgehenden Mittelalter statt: Am 26. Mai 1521 heiratete in Linz Ferdinand, der Enkel von Kaiser Maximilian I., Anna, die Tochter des Königs von Böhmen und Ungarn, die sogenannte Linzer Hochzeit (vgl. auch Wiener Doppelhochzeit). Im Zuge der Feierlichkeiten wurde auch das so genannte Losensteiner Turnier veranstaltet.
Im Zeitalter des Barock galten die Festlichkeiten des Versailler Hofs als Glanzpunkt europäischer Hofkultur. Sie dienten auch dazu, den weitgehend entmachteten Hofadel an das Herrscherhaus gebunden zu halten.
Im Augusteisischen Zeitalter errangen die Hoffeste des Sächsischen Hofstaats überregionale Bekanntheit. Bekannt wurde beispielsweise das Saturnusfest. Dagegen blieben die Hoffeste des Preußischen Hofstaats familiär geprägt. Dort waren Revuen bedeutender Teil des Festprogramm.
Im 19. Jahrhundert verloren die Höfe ihre politische Zentralstirnfunktion für ihre Gesellschaften. Hoffeste behielten ihren festlichen Charakter und wiesen insbesondere im Zweiten Deutschen Kaiserreich in der Herrschaftszeit Kaiser Wilhelms II. Züge von Byzantinismus auf.

## Weblink
- Höfische Kultur im Mittelalter. In: ooegeschichte.at. Virtuelles Museum Oberösterreich